# Hexafluorantimonsäure
Hexafluorantimonsäure, die zu den Supersäuren gezählt wird, ist eine der stärksten bekannten Säuren. Sie ist eine Mischung der sehr starken Lewis-Säure Antimon(V)-fluorid und der mittelstarken Brønsted-Säure Fluorwasserstoff in unterschiedlichen Anteilen.
Da man die Säurestärke nicht mehr direkt messen kann, wird sie über die Hammettsche Aciditätsfunktion (H0) bestimmt. Dabei hat eine Mischung, bei der SbF5 und HF im Verhältnis 1∶200 vorliegen, einen H0-Wert von etwa −21. Bei größeren Mengen an SbF5 sinkt der H0-Wert weiter bis hin zum Minimalwert von −31,3, der bei einem Mischungsverhältnis von 1∶1 vorliegt. (Reine Schwefelsäure besitzt einen H0-Wert von −11,9 und ist damit ca. 25 Trillionen Mal weniger acid.)
Aufgrund ihrer Stärke kann Hexafluorantimonsäure wie die ähnliche Magische Säure sehr viele Stoffe, insbesondere Kohlenwasserstoffe, protonieren. Dadurch werden sie in kleinere Moleküle gespalten und sind dann in vielen organischen Lösungsmitteln löslich. 

## Schutzmaßnahmen
Bei der Verwendung sind umfassende Sicherheitsmaßnahmen einzuhalten. Es wird Atemschutz mit Schutzklasse ABEK empfohlen.

## Darstellung
Hexafluorantimonsäure wird durch die Reaktion von Fluorwasserstoff und Antimon(V)-fluorid dargestellt.